# The Emporium

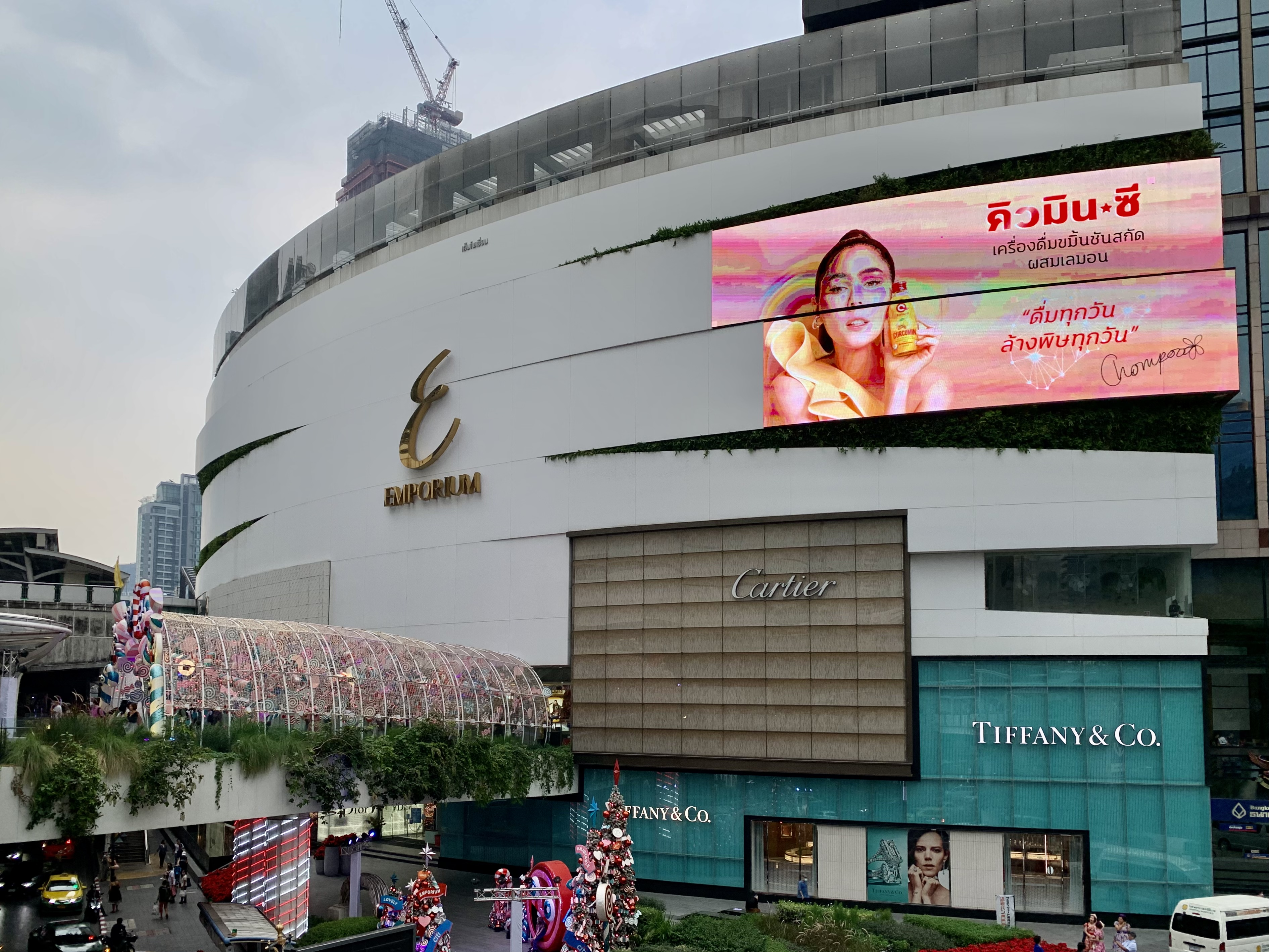
Emporium in 2020

The Emporium is een winkelcentrum van 8 verdiepingen in Bangkok, Thailand, gelegen aan Sukhumvit nabij Soi 24 in het Klong Toei district. Het Emporium werd geopend in 27 July 1997.
Het is een luxe winkelcentrum met vele bekende merken. Op de eerste verdieping bevinden zich exclusieve merken van over de hele wereld. De tweede en derde verdieping richt zich vooral op trendy kleding.
Verder zijn er vele restaurants te vinden.
Naast het winkelcentrum ligt het Queen's Park.
Het winkelcentrum heeft dezelfde eigenaar als Siam Paragon.

## Bereikbaarheid
Het winkelcentrum is te bereiken via skytrain station: Phrom Phong.